# Meritor
Meritor, Inc. è una società statunitense con sede in Troy (Michigan), che produce componentistica per l’industria automotive, veicoli commerciali e altri mezzi di trasporto.  
Meritor si trova nella lista Fortune 500.

## Storia

Logo dal 2000 al 2011

Nel 1997, Rockwell International scorpora la divisione automotive con nome Meritor. Nel 2000, ArvinMeritor nasce dalla fusion di Meritor Automotive, Inc. e Arvin Industries, Inc. Nel 2011 la società riprende il nome Meritor, Inc.
E’ specializzata nel produrre assali per veicoli commerciali, sistemi di sicurezza, freni, sospensioni, rimorchi. Produce OEM per aziende come Daimler, Navistar e Volvo Trucks. Occupa 4.700 persone in nord America dal Canada al Messico. In Brasile occupa 1.700 persone. In Europa è presente in quasi tutte le nazioni. Nel resto del mondo è presente in Australia e Singapore, Cina e India con 1.800 persone.
Nel 2022 Cummins ha annunciato di voler acquisire il controllo esclusivo dell’insieme di Meritor.